# Svazek obcí Poddžbánsko
Svazek obcí Poddžbánsko je dobrovolný svazek obcí v okresu Rakovník, jeho sídlem je Krupá a jeho cílem je celkový rozvoj území, cestovního ruchu a ekologie. Sdružuje celkem 11 obcí a byl založen v roce 2000.

## Obce sdružené v mikroregionu
- Lužná
- Lišany
- Krušovice
- Krupá
- Mutějovice
- Hředle
- Třeboc
- Nesuchyně
- Milostín
- Kounov
- Janov